# Butendorf
Butendorf ist ein Stadtteil von Gladbeck im Kreis Recklinghausen in Nordrhein-Westfalen.
Der Ort liegt südlich der Kernstadt Gladbeck. Am westlichen und nördlichen Ortsrand verläuft die B 224 und am südlichen Ortsrand die A 2. Durch den Ort – in Nord-Süd-Richtung – verlaufen die Landesstraße L 615 und die Kreisstraße K 37.
Butendorf wird geprägt vom weithin sichtbaren Ensemble der im neoromanischen Stil errichteten römisch-katholischen Heilig Kreuz-Kirche. Sie steht als eines der Wahrzeichen der Stadt Gladbeck seit 1998 unter Denkmalschutz.

## Söhne und Töchter
- Bettina Weist (* 1968), Politikerin (SPD)